# Гордон, Лео
Ле́о Го́рдон (англ. Leo Gordon; 2 декабря 1922[…], Бруклин, Нью-Йорк — 26 декабря 2000[…], Лос-Анджелес, Калифорния) — американский характерный актёр кино и телевидения, также известен как сценарист.

## Биография
Лео Винсент Гордон родился 2 декабря 1922 года в Бруклине (Нью-Йорк, США). Отца звали Лео Винсент Гордон-старший, мать — Энн Куали. Рос, воспитываемый одним отцом, в бедности, во времена Великой депрессии. В восьмом классе бросил школу и устроился на работу строителем. Вскоре вступил в Гражданский корпус охраны окружающей среды «Нового курса Рузвельта».
После вступления в декабре 1941 года США в войну, ушёл на фронт, отслужил два года в звании рядового.
Во второй половине 1940-х годов в составе организованной группы пытался ограбить бар и его посетителей в Южной Калифорнии, был ранен сотрудником полиции и задержан. За это преступление отбыл четырёхлетний срок в тюрьме «Сан-Квентин». Освободившись, воспользовался законом G.I. Bill и начал брать уроки актёрского мастерства в ААДИ. Там одним из его преподавателей был известный актёр Джейсон Робардс; там же Гордон познакомился со своей будущей женой Линн Картрайт.
За 41 год (1953—1994) снялся в почти двухстах кинофильмах и телесериалах. Амплуа — актёр второго плана, играющий жестоких «плохих парней». У Гордона был рост 188 см, резкие черты лица, глубокий угрожающий голос и ледяной взгляд светло-голубых глаз. С 1956 по 1981 год стал сценаристом 17 кино- и телефильмов, а также нескольких десятков эпизодов ряда телесериалов. В 1997 году Гордон стал лауреатом премии «Золотая бутса».
Лео Гордон скончался 26 декабря 2000 года (в один день со своим бывшим преподавателем Джейсоном Робардсом) в Лос-Анджелесе (штат Калифорния). Причина смерти — дыхательная недостаточность и хроническая обструктивная болезнь лёгких. Похоронен на кладбище «Голливуд навсегда».
Личная жизнь
14 февраля 1950 года Гордон женился на киноактрисе Линн Картрайт (1927—2004). Брак продолжался полвека до самой смерти актёра 26 декабря 2000 года. От брака осталась дочь Тейра.

## Избранная фильмография

### Актёр на широком экране
В титрах указан
- 1953 — Оружие ярости / Gun Fury — Том «Джесс» Бёрджесс
- 1953 — Все братья были храбрецами[англ.] / All the Brothers Were Valiant — Питер Хау
- 1953 — Хондо / Hondo — Эд Лоу
- 1954 — Бунт в тюремном блоке № 11 / Riot in Cell Block 11 — Безумный Майк Кэрни
- 1954 — Жёлтая гора[англ.] / The Yellow Mountain — Дрейк
- 1954 — Знак язычника[англ.] / Sign of the Pagan — Бледа
- 1955 — Десять разыскиваемых мужчин[англ.] / Ten Wanted Men — Фрэнк Скейво
- 1955 — Семь разгневанных мужчин[англ.] / Seven Angry Men — Мартин Уайт
- 1955 — Перевал Санта-Фе[англ.] / Santa Fe Passage — Тасс МакЛоэри
- 1955 — Солдат удачи[англ.] / Soldier of Fortune — Большой Мэтт
- 1955 — Компаньон Теннесси[англ.] / Tennessee’s Partner — шериф
- 1955 — Человек с оружием[англ.] / Man with the Gun — Эд Пинчот
- 1956 — Завоеватель / The Conqueror — татарский военачальник
- 1956 — В утро Великого дня[англ.] / Great Day in the Morning — Зефф Мастерсон
- 1956 — Джонни Кончо[англ.] / Johnny Concho — Мейсон
- 1956 — 7-й кавалерийский[англ.] / 7th Cavalry — Фогель
- 1957 — Беспокойная порода[англ.] / The Restless Breed — чероки
- 1957 — Чёрная повязка[англ.] / Black Patch — Хэнк Даннер
- 1957 — Человек в тени[англ.] / Man in the Shadow — Чет Ханекер
- 1957 — Малыш Нельсон[англ.] / Baby Face Nelson — Джон Диллинджер
- 1958 — Печально известный мистер Монкс[англ.] / The Notorious Mr. Monks — Чип Клэмп
- 1958 — Территория апачей[англ.] / Apache Territory — Циммерман
- 1958 — По кривой дорожке[англ.] / Ride a Crooked Trail — Сэм Мейсон
- 1959 — Западный эскорт[англ.] / Escort West — Фогель, полицейский
- 1959 — Большой управляющий[англ.] / The Big Operator — Дэнни Саканци
- 1959 — Партизаны[англ.] / The Jayhawkers! — Джейк Бартон
- 1962 — Монахиня и сержант / The Nun and the Sergeant — докер
- 1962 — Захватчик[англ.] / The Intruder — Сэм Гриффин
- 1962 — Тарзан едет в Индию[англ.] / Tarzan Goes to India — Брайс, главный инженер
- 1963 — Заколдованный замок / The Haunted Palace — Эдгар (Эзра) Уиден
- 1963 — Маклинток! / McLintock! — Джонс
- 1963 — Короли Солнца / Kings of the Sun — Хунак Кеель
- 1964 — Кошечка с хлыстом[англ.] / Kitten with a Whip — Эндерс
- 1965 — Оружие для революции / L’Arme à gauche — Моррисон
- 1966 — Ночь гризли[англ.] / The Night of the Grizzly — Кэсс Дауди
- 1966 — Красавчик Жест[англ.] / Beau Geste — Краусс
- 1967 — Тобрук[англ.] / Tobruk — сержант Краг
- 1967 — Ангелы дьявола[англ.] / Devil’s Angels — шериф Хендерсон
- 1967 — Резня в день Святого Валентина / The St. Valentine’s Day Massacre — Хайтлер
- 1970 — Ты не сможешь победить их всех[англ.] / You Can’t Win 'Em All — Болек
- 1973 — Меня зовут Никто / Il mio nome è Nessuno — Ред
- 1979 — Болото[англ.] / Bog — доктор Джон Уоррен
- 1983 — Огонь и лёд / Fire and Ice — Джарол (озвучивание)
- 1985 — Дикий рассвет[англ.] / Savage Dawn — шериф
- 1987 — Малыши из мусорного бачка / The Garbage Pail Kids Movie — охранник
- 1988 — Коротышка — большая шишка / Big Top Pee-wee — Джо, кузнец
- 1988 — Суббота 14-е наносит ответный удар[англ.] / Saturday the 14th Strikes Back — Зло
- 1990 — Враждебный пришелец / Alienator — полковник Кобёрн
- 1994 — Мэверик / Maverick — игрок в покер

В титрах не указан
- 1953 — Город негодяев[англ.] / City of Bad Men — Расселл
- 1956 — Человек, который слишком много знал / The Man Who Knew Too Much — шофёр Эдварда Дрейтона
- 1958 — Плакса-убийца[англ.] / The Cry Baby Killer — мужчина в толпе
- 1963 — Ворон / The Raven — Граймс, конюх (озвучивание)
- 1965 — Девочки на пляже / The Girls on the Beach — официант

### Актёр телевидения
- 1953 — Мой герой[англ.] / My Hero — частный детектив (в эпизоде The Duel)
- 1954 — Кавалькада Америки[англ.] / Cavalcade of America — Хейли (в эпизоде The Paper Sword)
- 1954 — Истории века[англ.] / Stories of the Century — Билл Дулин[англ.] (в эпизоде The Doolin Gang)
- 1954—1956 — Приключения Рин Тин Тина[англ.] / The Adventures of Rin Tin Tin — разные роли (в 3 эпизодах)
- 1955—1956, 1962 — Шайенн[англ.] / Cheyenne — разные роли (в 4 эпизодах[англ.])
- 1956 — Видео-театр «Люкс»[англ.] / Lux Video Theatre — Оги (в эпизоде Tabloid)
- 1956 — Театр кинорежиссёров[англ.] / Screen Directors Playhouse — Том Мартин (в эпизоде High Air)
- 1956 — Мальчик-циркач[англ.] / Circus Boy — Хэнк Миллер (в эпизоде Meet Circus Boy)
- 1956 — Военно-морской журнал[англ.] / Navy Log — Смоки (в эпизоде The Big A)
- 1956 — Сломанная стрела[англ.] / Broken Arrow — Уилл Карр (в эпизоде The Raiders)
- 1956—1957 — Театр «У камина»[англ.] / Fireside Theatre — разные роли (в 2 эпизодах)
- 1956, 1958 — Полицейский штата[англ.] / State Trooper — разные роли (в 2 эпизодах)
- 1956, 1960, 1972—1974 — Дымок из ствола / Gunsmoke — разные роли (в 5 эпизодах[англ.])
- 1957 — Театр О. Генри[англ.] / The O. Henry Playhouse — Кёртис Рейдлер (в эпизоде Hygeia at the Solito)
- 1957 — Кейси Джонс[англ.] / Casey Jones — Мартин Крой, помощник маршала
- 1957—1959 — Мэверик / Maverick — Большой Майк МакКомб (в 5 эпизодах[англ.])[9]
- 1957, 1960 — Территория Тумстоун[англ.] / Tombstone Territory — разные роли (в 2 эпизодах)
- 1957, 1959—1961 — Есть оружие — будут и путешествия[англ.] / Have Gun — Will Travel — разные роли (в 4 эпизодах[англ.])
- 1957, 1960—1961 — Истории Уэллс-Фарго[англ.] / Tales of Wells Fargo — разные роли (в 3 эпизодах[англ.])
- 1958 — Морская охота[англ.] / Sea Hunt — паникующий шахтёр (в эпизоде Flooded Mine)
- 1958 — Янси Дерринджер[англ.] / Yancy Derringer — Лэнс Картер (в эпизоде The Belle from Boston)
- 1958 — Диснейленд[англ.] / Disneyland — Билл, преступник (в 2 эпизодах)[10]
- 1958 — Истории техасских рейнджеров[англ.] / Tales of the Texas Rangers — Джо Брок (в эпизоде Desert Fury)
- 1958—1959 — 26 мужчин[англ.] / 26 Men — разные роли (в 2 эпизодах)
- 1958, 1960 — Бэт Мастерсон[англ.] / Bat Masterson — разные роли (в 2 эпизодах)
- 1958, 1963 — Стрелок[англ.] / The Rifleman — разные роли (в 2 эпизодах[англ.])
- 1959 — Фурия[англ.] / Fury — Фред Берри (в эпизоде Ten Dollars a Head)
- 1959 — Перри Мейсон / Perry Mason — Чарльз Дункан (в эпизоде The Case of the Dangerous Dowager)
- 1959, 1962 — Бронко[англ.] / Bronco — разные роли (в 2 эпизодах)
- 1959, 1964 — Сыромятная плеть / Rawhide — разные роли (в 2 эпизодах[англ.])
- 1959, 1962, 1968 — Бонанза / Bonanza — разные роли (в 3 эпизодах[англ.])
- 1960 — Закон Человека с равнин[англ.] / Law of the Plainsman — Рэнд (в эпизоде The Show-Off)
- 1960 — Неприкасаемые[англ.] / The Untouchables — разные роли (в 2 эпизодах[англ.])
- 1960 — Мистер Счастливчик[англ.] / Mr. Lucky — убийца (в эпизоде Election Bet)
- 1960 — Ларами[англ.] / Laramie — Рейф (в эпизоде Ride into Darkness)
- 1960 — Нарушители[англ.] / Outlaws — Хатч (в эпизоде The Rape of Red Sky)
- 1960 — Дэн Рэйвен / Dan Raven — Регис (в эпизоде Japanese Sandbag)
- 1960 — Шоссе 66[англ.] / Route 66 — Берни Дункан (в эпизоде Legacy for Lucia[англ.])
- 1960 — Шах и мат[англ.] / Checkmate — Гарри Бриггс (в эпизоде The Murder Game)
- 1961 — Жизнь и житие Уайатта Эрпа[англ.] / The Life and Legend of Wyatt Earp — Мигглс Ханнеган (в эпизоде The Shooting Starts)
- 1961 — Законник[англ.] / Lawman — «Бык» Никерсон (в эпизоде Whiphand)
- 1961 — Тихоня Смит[англ.] / Whispering Smith — Бигли (в эпизоде Trial of the Avengers)
- 1962, 1964, 1970 — Вирджинец[англ.] / The Virginian — разные роли (в 3 эпизодах[англ.])
- 1963 — Шоу Энди Гриффита / The Andy Griffith Show — Люк Комсток (в эпизоде High Noon in Mayberry[англ.])
- 1963 — Темпл Хьюстон[англ.] / Temple Houston — Чарльз Гримм (в эпизоде Toll the Bell Slowly)
- 1963—1964 — Боб Хоуп представляет Театр Крайслера[англ.] / Bob Hope Presents the Chrysler Theatre — разные роли (в 2 эпизодах)
- 1963, 1965 — Дни в Долине Смерти / Death Valley Days — разные роли (в 2 эпизодах)
- 1964 — Большое приключение[англ.] / The Great Adventure — МакКэнлс (в эпизоде Wild Bill Hickok — the Legend and the Man)
- 1964 — Арест и суд[англ.] / Arrest and Trial — Фред Кордьяк (в эпизоде Those Which Love Has Made)
- 1965 — Вертикальный взлёт[англ.] / 12 O’Clock High — мастер-сержант Кейбер МакВей (в эпизоде The Loneliest Place in the World)
- 1965 — Напряги извилины / Get Smart — Гриллак (в эпизоде School Days)
- 1965 — Даниэль Бун[англ.] / Daniel Boone — Силас Морган (в эпизоде A Rope for Mingo[англ.])
- 1965—1966 — Ларедо[англ.] / Laredo — разные роли (в 2 эпизодах)
- 1966 — Пистолеты и юбочки[англ.] / Pistols 'n' Petticoats — Сайрас Брич (в эпизоде Cards Anyone)
- 1967 — Ранго[англ.] / Rango — Слейт (в эпизоде The Daring Holdup of the Deadwood Stage)
- 1967 — Тарзан[англ.] / Tarzan — «Бык» Томас (в эпизоде The Circus)
- 1967 — Лесси / Lassie — Боб Стокс (в эпизоде Showdown[англ.])
- 1968 — Высокий кустарник[англ.] / The High Chaparral — Лайдж Дрискилл (в эпизоде Gold Is Where You Leave It[англ.])
- 1969 — Изгои[англ.] / The Outcasts — Марк Феннер (в эпизоде The Town That Wouldn’t)
- 1970 — Макклауд[англ.] / McCloud — Шеннен, офицер (в 2 эпизодах[англ.])[11]
- 1971 — Смелые: Адвокаты[англ.] / The Bold Ones: The Lawyers — Адольф Циннер (в эпизоде The Search for Leslie Grey)
- 1971 — По прозвищу Смит и Джонс[англ.] / Alias Smith and Jones — Эбенезер (в эпизоде Smiler with a Gun[англ.])
- 1971—1972 — Отряд «Стиляги»[англ.] / The Mod Squad — разные роли (в 2 эпизодах[англ.])
- 1971—1972, 1974—1975 — Адам-12[англ.] / Adam-12 — разные роли (в 5 эпизодах[англ.])
- 1972 — Улицы Сан-Франциско / The Streets of San Francisco — Эдди Суслов (в эпизоде The Thirty-Year Pin[англ.])
- 1973 — Доктор Маркус Уэлби / Marcus Welby, M.D. — сержант Льюис (в эпизоде The Other Martin Loring[англ.])
- 1974 — ФБР / The F.B.I. — пьяный водитель (в эпизоде Diamond Run[англ.])
- 1975 — Варварское побережье[англ.] / Barbary Coast — вождь Макдональд Кифа (в эпизоде The Barbary Coast)
- 1975 — Детектив Кэннон[англ.] / Cannon — Джек Денверс (в эпизоде A Touch of Venom[англ.])
- 1978—1979 — Досье детектива Рокфорда / The Rockford Files — разные роли (в 3 эпизодах[англ.])
- 1979 — Придурки из Хаззарда / The Dukes of Hazzard — разные роли (в 2 эпизодах[англ.])
- 1979 — Маленький домик в прериях / Little House on the Prairie — Мило Ставруполис (в эпизоде The King Is Dead[англ.])
- 1980 — Тенспид и Коричневый Ботинок[англ.] / Tenspeed and Brown Shoe — Джо Кингмен (в эпизоде The Robin Tucker’s Roseland Roof and Ballroom Murder)
- 1980—1981 — Остров фантазий / Fantasy Island — разные роли (в 2 эпизодах[англ.])
- 1983 — Крылья войны[англ.] / The Winds of War — генерал «Поезд» Андерсон (в 2 эпизодах)
- 1985 — Слава / Fame — Майрон Лич (в эпизоде Bronco Bob Rides Again[англ.])
- 1987 — Частный детектив Магнум / Magnum, P.I. — игрок в крокет (в эпизоде The People vs. Orville Wright[англ.])
- 1987 — Детективное агентство «Лунный свет» / Moonlighting — Косгров, надзиратель (в эпизоде Cool Hand Dave: Part 2)
- 1987—1988 — Сент-Элсвер / St. Elsewhere — Бьорн Джонстон (в 2 эпизодах[англ.])
- 1989 — Война и воспоминание[англ.] / War and Remembrance — генерал Омар Брэдли (в эпизоде Part IX)
- 1990 — Умник / Wiseguy — Чарли Боден (в 2 эпизодах)
- 1994 — Подводная одиссея / seaQuest DSV — Мэтт Смит (в эпизоде Whale Song[англ.])

### Актёр «сразу-на-видео»
- 1990 — Главарь мафии[англ.] / Mob Boss — Дон О’Райли

### Сценарист
- 1956 — Шайенн[англ.] / Cheyenne — эпизод The Trap[англ.]
- 1957 — Полицейский штата[англ.] / State Trooper — эпизод Death on the Rock
- 1957 — Чёрная повязка[англ.] / Black Patch
- 1957 — Кольт 45-го калибра[англ.] / Colt .45 — эпизод A Time to Die
- 1957 — Отряд М[англ.] / M Squad — эпизод Diamond Hard
- 1957—1960 — Территория Тумстоун[англ.] / Tombstone Territory — 8 эпизодов
- 1958 — Плачущий убийца / The Cry Baby Killer
- 1958 — Горячая девушка с авто[англ.] / Hot Car Girl
- 1959 — Западный эскорт[англ.] / Escort West
- 1959 — Женщина-оса[англ.] / The Wasp Woman
- 1959 — Бэт Мастерсон[англ.] / Bat Masterson — эпизод Buffalo Kill
- 1959 — Нападение гигантских пиявок / Attack of the Giant Leeches
- 1960 — Долина секвой[англ.] / Valley of the Redwoods
- 1960—1961 — Мэверик / Maverick — 4 эпизода[англ.]
- 1961 — Истории Уэллс-Фарго[англ.] / Tales of Wells Fargo — эпизод A Show from Silver Lode[англ.]
- 1961, 1963 — Гавайский детектив[англ.] / Hawaiian Eye — 2 эпизода
- 1962 — Законник[англ.] / Lawman — эпизод Get Out of Town
- 1962 — Лондонский Тауэр[англ.] / Tower of London
- 1963 — Страх / The Terror
- 1963, 1965 — Бонанза / Bonanza — 2 эпизода[англ.]
- 1965 — Охотник за головами[англ.] / The Bounty Killer
- 1967 — Тобрук[англ.] / Tobruk
- 1970 — Ты не сможешь победить их всех[англ.] / You Can’t Win 'Em All
- 1971—1975 — Адам-12[англ.] / Adam-12 — 21 эпизод[англ.]
- 1995 — Женщина-оса / The Wasp Woman[12]